# Buczynowy Stawek
Buczynowy Stawek – niewielki okresowy stawek w Dolince Buczynowej (górne piętro Doliny Roztoki w polskich Tatrach Wysokich). Znajduje się na wysokości około 1690 m w zagłębieniu wśród głazów w najniższej części tej dolinki, w północno-zachodnim kierunku od szlaku turystycznego z Doliny Pięciu Stawów Polskich na Krzyżne. Władysław Cywiński pisze o stawku: „częściej go nie ma, niż jest”. Pojawia się wiosną, zasilany wodami z topniejącego śniegu, oraz po opadach atmosferycznych.